# Bactrocera cacuminata
Bactrocera cacuminata är en tvåvingeart som först beskrevs av Erich Martin Hering 1941.  Bactrocera cacuminata ingår i släktet Bactrocera och familjen borrflugor. Inga underarter finns listade.